# Тамара Крутиков
Тамара Владимировна Крутиков (Дњепар, 27. март 1912 — Београд, 6. јул 2022) била је руско-српска суперстогодишњакиња која је у време њене смрти била званично најстарија жива особа у Србији.

## Биографија
Тамара Владимировна Крутиков је рођена 27. марта 1912. године у Јекатеринославу, Руска Империја (данашњи Дњепар, Украјина). Када је имала 7 година, заједно са родитељима напустила је територију данашње Украјине и преселила се у Турску 1919. године, убрзо на острво Киналиада, а потом у Југославију 1923. године где се касније удала и засновала породицу. Тамара се из Цариграда преселила на острво Киналиада, где се школовала две године под патронатом Енглеза. Касније су се чамцем преселили у село Мелинци код Херцег Новог у Црној Гори. Након краћег боравка у Херцег Новом сели се у Храстовец у Словенији где је провела већи део своје средње школе. Тамо је је и упознала свог будућег мужа Николаја (тада њеног професора који је био 12 година старији од ње). Он је тамо био професор музике, а њена мајка Ана се ту запослила као Васпитачица, док је Тамарин отац Владимир Круглов радио као секретар школе и наставник математике. Потом се преселила у Белу Цркву да упише и заврши вишу средњу школу. Удала се за Николу 1939. године, а венчали су се 23. јула 1939. у руској православној цркви у Београду. Никола се запослио као наставник музике у Кавадарцима на територији данашње Северне Македоније, па су због тога опет морали да се селе. После су се преселили у Бихаћ јер су се тамо запослили. У Бихаћу је за време другог светског рата упознала породицу Хорватовић из Загреба. Они су јој помогли да дође код њих на кратко у Загреб како би се породила ван окупиране територије, тада је родила ћерку Наталију 1941, а након порођаја се вратила у Бихаћ где су јој рођене две млађе ћерке Ирина 1946. и Зинаида 1950. године.
Током своје каријере радила је као професор на неколико различитих локација широм тадашње Југославије. Предавала је балет у Кавадарцима, а једно време је предавала француски језик у Шиду, а музику је предавала у Бихаћу. Говорила је више језика: Руски, Француски, Грчки, Турски, Македонски, Енглески и Српски језик. По националности је била Рускиња.
Тамарин супруг Никола Крутиков преминуо је у Београду, 14. децембра 1981. године у 81. години живота. До своје 94. године живела је сама, а касније се њена ћерка Зинаида вратила из Русије да брине о њој, редовно су је посећивале и ћерке Наталија и Ирина,  као унуци и праунуци.
Постала је најстарија жива особа у Србији, након смрти 109-годишње Надежде Павловић 16. априла 2021. године. У марту 2022. прославила је свој 110. рођендан и тиме постала суперстогодишњак, као и друга најстарија документована особа која је икада живела у Србији, одмах иза Јелисавете Вељковић (1904—2016), која је живела 112 година и 94 дана.
Тамара Крутиков преминула је на Новом Београду 6. јула 2022. године у доби од 110 година и 101 дан.
Након њене смрти, тада 107-годишња Милка Бауковић, постала је најстарија жива особа у Београду и Србији. Дана 12. фебруара 2023. године, њену старост, званично је потврдила и Геронтолошка истраживачка група (ГРГ).